# Червоний Берег (Березинський район)
Червоний Берег (біл. вёска Красны Бераг) — село в складі Березинського району Мінської області, Білорусь. Село підпорядковане Поплавській сільській раді, розташоване в східній частині області.